# جوليا هيلز
جوليا هيلز (بالإنجليزية: Julia Hills)‏؛ مغنية بريطانية، ولدت في 3 أبريل 1957 في نوتنغهام في المملكة المتحدة.

## وصلات خارجية
- جوليا هيلز على موقع IMDb (الإنجليزية)
- جوليا هيلز على موقع قاعدة بيانات الفيلم (الإنجليزية)